# Savolaxbrigaden (Sverige)
Savolaxbrigaden var en svensk infanteribrigad som verkade i olika former åren 1775–1809.

## Historik
Savolaxbrigaden sattes upp 1775. Brigadens uppgift var att med rörliga trupper följa, hindra och störa fientliga operationer i de finska landskapen Savolax och Karelen. Förbandet leddes och organiserades från mars 1773 av översten Göran Magnus Sprengtporten. År 1806 utnämndes den dåvarande chefen för Savolax lätta infanteriregemente, överste Johan Adam Cronstedt till brigadchef.
Savolaxbrigaden var tidvis upplöst i sina delförband men hade när Finska kriget mot Ryssland bröt ut 1808 följande sammansättning: Brigaden gjorde stora insatser under Finska kriget men led stora förluster. Dess jägarregemente bidrog ändå till att hejda den ryska framryckningen genom Sverige vid slaget vid Hörnefors. De få återstående enheterna var närvarande när Georg Carl von Döbeln avtackade de finska trupperna i Umeå den 8 oktober 1809 och ingick därefter i de båda finska fältbataljoner, som gjorde garnisonstjänst i Umeå och Gävle och upplöstes i januari 1810.
Det var om savolaxbrigaden som Johan Ludvig Runeberg diktade i Fänrik Ståls sägner:
| ” | Jag såg ett folk, som kunde allt, Blott ej sin ära svika, Jag såg en här, som frös och svalt Och segrade tillika; Mitt öga flög från blad till blad, Jag velat kyssa varje rad. I farans stund, i stridens brand Vad mod hos denna skara! Hur kunde, arma fosterland, Du dock så älskat vara, En kärlek få, så skön, så stark, Av dem du närt med bröd av bark! | „ |

### Självständiga Finland
Savolaxbrigaden återuppsattes i samband med att Finland blev självständigt och dess armé organiserades. Brigaden hade sin huvudgarnison vid Kexholm och kom att delta i Vinterkriget och Fortsättningskriget. Brigaden upplöstes efter kriget och återuppsattes återigen 1957 och verkade fram till 2006 då den upplöstes.

## Ingående enheter
| Förband                              | Avdelningar             | Styrka | Kommentar                            |
| ------------------------------------ | ----------------------- | ------ | ------------------------------------ |
| Savolax infanteriregemente           | 4 bat. om vard. 2 komp. | 1 000  | gammalt regemente                    |
| Savolax jägarregemente               | 4 bat. om vard. 2 komp. | 1 200  | uppsatt 1745                         |
| Karelska jägarkåren                  | 4 bat. om vard. 2 komp. | 650    | uppsatt 1789                         |
| Infanterivargering                   |                         | 400    |                                      |
| Karelska lätta dragonkåren           | 2 skvadroner            | 210    |                                      |
| Dragonvargering                      |                         | 100    |                                      |
| Artillerikompani                     |                         | 160    | uppsatt 1805, åtta 3-pundiga kanoner |
| Enheter ur arméns flotta             |                         | 110    |                                      |
| Totalt: 147 officerare och 3 830 man |                         |        |                                      |

(bat. = bataljon, komp. = kompani)

## Förbandschefer
- 1775–1779: Georg Magnus Sprengtporten
- 1781–1789: Berndt Johan Hastfer
- 1789–1790: Curt von Stedingk
- 1796–1800: Adolph Aminoff
- 1806–1808: Johan Adam Cronstedt
- 1808–1809: Johan August Sandels

## Namn, beteckning och förläggningsort
| Savolaxbrigaden | 1775-??-?? | – | 1809-10-08 |

| Utnäslöt | 1775-??-?? | – | 1809-10-08 |